# Pteris setulosocostulata
Pteris setulosocostulata är en kantbräkenväxtart som beskrevs av Bunzo Hayata. Pteris setulosocostulata ingår i släktet Pteris och familjen Pteridaceae. Inga underarter finns listade.